# ماسانوبو أوكوبو
ماسانوبو أوكوبو (باليابانية: 大久保勝信؛ بالكانا: おおくぼ まさのぶ) هو لاعب كرة قاعدة ياباني، ولد في 13 سبتمبر 1976 في هيداكا في اليابان.

## وصلات خارجية
- ماسانوبو أوكوبو على موقع الدوري الياباني لكرة القاعدة (الإنجليزية)
- ماسانوبو أوكوبو على موقعبيزبول رفرنس.كوم (الدوري الثانوي) (الإنجليزية)